# Omicron
Omicron (/ˈoʊmɪkrɒn, ˈɒmɪkrɒn, oʊˈmaɪkrɒn/; viết hoa Ο, viết thường ο, thường đọc 'o nhỏ':  từ  ò mikrón, micron có nghĩa là 'nhỏ' trái ngược với omega) là kí tự thứ 15 trong Bảng chữ cái Hi Lạp. Trong hệ thống chữ số Hi Lạp, nó có giá trị là 70. Kí tự này có nguồn gốc từ kí tự Phoenicia ayin: . Trong tiếng Hi Lạp cổ điển, omicron đại diện cho âm thanh [o] trái ngược với omega [ɔː] và ου [oː]. Trong tiếng Hi Lạp hiện đại, omicron đại diện cho nguyên âm tròn giữa phía sau /o̞/, giống với âm của omega. Các chữ cái phát sinh từ omicron bao gồm O La Mã và O Kirin.

## Sử dụng
Ngoài việc sử dụng như một ký tự chữ cái, omicron đôi khi được sử dụng trong ký hiệu kỹ thuật, nhưng việc sử dụng nó bị hạn chế vì cả chữ hoa và chữ thường (& Omicron; & omicron;) đều không thể phân biệt được với kí tự Latin "oh" (O o) và khó phân biệt với Chữ số Ả Rập "không" (0).

### Toán học
Biểu tượng ký hiệu O lớn được Paul Bachmann giới thiệu năm 1894 và được Edmund Landau phổ biến năm 1909, ban đầu là viết tắt của "order of" ("Ordnung") và do đó là một chữ cái Latinh, dường như được Donald Knuth sử dụng năm 1976 với tư cách là Omicron viết hoa, có lẽ liên quan đến định nghĩa của ông về biểu tượng Omega (viết hoa). Cả Bachmann và Landau đều không bao giờ gọi nó là "Omicron", và từ "Omicron" chỉ xuất hiện một lần trong bài báo của Knuth, trong tiêu đề.

### Chữ số Hi Lạp
Có một số hệ thống viết số trong tiếng Hy Lạp; dạng phổ biến nhất được sử dụng vào cuối thời kỳ cổ điển sử dụng omicron (cả chữ hoa hoặc chữ thường) để biểu thị giá trị 70.
Nói một cách tổng quát hơn, chữ omicron được sử dụng để đánh dấu vị trí thứ mười lăm trong bất kỳ danh sách được đánh dấu bằng bảng chữ cái Hy Lạp nào. Vì vậy, ví dụ, trong tác phẩm Elements của Euclid, khi các điểm khác nhau trong một sơ đồ hình học được đánh dấu bằng các chữ cái, nó cũng giống như việc đánh dấu chúng bằng số, mỗi chữ cái đại diện cho số vị trí của nó trong bảng chữ cái tiêu chuẩn .

### Thiên văn học
Omicron được dùng để chỉ ngôi sao thứ mười lăm trong một nhóm chòm sao, vị trí thứ tự của nó là một hàm không đều cả về độ lớn và vị trí. Các ngôi sao bao gồm Omicron Andromedae, Omicron Ceti, và Omicron Persei.
Trong tác phẩm Almagest (k. 100–170 ) của Claudius Ptolemy, bảng các chữ số hệ lục thập phân 1 ... 59 được biểu diễn theo cách thông thường  cho các chữ số Hi Lạp: ′α ... ′νθ . Vì chữ omicron [đại diện cho 70 (′ ο) trong hệ thống tiêu chuẩn] không được sử dụng trong hệ lục thập phân, nó được tái sử dụng để biểu thị một ô số trống. Trong một số lần hiển thị, ô chỉ được để trống (không có gì ở đó = giá trị là 0), nhưng để tránh lỗi sao chép, ưu tiên đánh dấu ô 0 bằng omicron, giống như cách các ô trống trong bảng hiện đại được điền bằng dấu gạch ngang  (—). Cả omicron và dấu gạch ngang đều ngụ ý rằng "đây không phải là một sự nhầm lẫn, ô thực sự được cho là trống". Một cách trùng hợp, omicron có giá trị không cổ (ο) giống với số 0 trong tiếng Ấn Độ giáo-Ả Rập hiện đại  (0).

### Y học
Vào ngày 26 tháng 11 năm 2021, Tổ chức Y tế Thế giới đã công bố một biến thể mới cần quan tâm của COVID-19, được đặt tên là Omicron theo hệ thống đặt tên của WHO. Biến thể B.1.1.529 được trình tự lần đầu tiên ở Nam Phi vào ngày 24 tháng 11 năm 2021 .

## Mã hóa ký tự
- Omicron Hi Lạp / O Copt[6]

| Kí tự                     | Ο                            | Ο                            | ο                               | ο                               | Օ                        | Օ                        | օ                           | օ                           |
| ------------------------- | ---------------------------- | ---------------------------- | ------------------------------- | ------------------------------- | ------------------------ | ------------------------ | --------------------------- | --------------------------- |
| Tên Unicode               | KÍ TỰ OMICRON HI LẠP CHỮ HOA | KÍ TỰ OMICRON HI LẠP CHỮ HOA | KÍ TỰ OMICRON HI LẠP CHỮ THƯỜNG | KÍ TỰ OMICRON HI LẠP CHỮ THƯỜNG | KÍ TỰ O ARMENIAN CHỮ HOA | KÍ TỰ O ARMENIAN CHỮ HOA | KÍ TỰ O ARMENIAN CHỮ THƯỜNG | KÍ TỰ O ARMENIAN CHỮ THƯỜNG |
| Mã hóa ký tự              | decimal                      | hex                          | decimal                         | hex                             | decimal                  | hex                      | decimal                     | hex                         |
| Unicode                   | 927                          | U+039F                       | 959                             | U+03BF                          | 1365                     | U+0555                   | 1413                        | U+0585                      |
| UTF-8                     | 206 159                      | CE 9F                        | 206 191                         | CE BF                           | 213 149                  | D5 95                    | 214 133                     | D6 85                       |
| Tham chiếu ký tự số       | &#927;                       | &#x39F;                      | &#959;                          | &#x3BF;                         | &#1365;                  | &#x555;                  | &#1413;                     | &#x585;                     |
| Named character reference | &Omicron;                    | &Omicron;                    | &omicron;                       | &omicron;                       |                          |                          |                             |                             |
| DOS Greek                 | 142                          | 8E                           | 166                             | A6                              |                          |                          |                             |                             |
| DOS Greek-2               | 190                          | BE                           | 233                             | E9                              |                          |                          |                             |                             |
| Windows 1253              | 207                          | CF                           | 239                             | EF                              |                          |                          |                             |                             |

- Omicron Toán học[7]

Các ký tự này chỉ được sử dụng làm ký hiệu toán học. Văn bản tiếng Hy Lạp cách điệu phải được mã hóa bằng các chữ cái Hy Lạp bình thường, với các đánh dấu và định dạng để chỉ ra kiểu văn bản.
| Kí tự               | 𝚶                               | 𝚶                               | 𝛐                                  | 𝛐                                  | 𝛰                                   | 𝛰                                   | 𝜊                                      | 𝜊                                      | 𝜪                                       | 𝜪                                       | 𝝄                                          | 𝝄                                          |
| ------------------- | ------------------------------- | ------------------------------- | ---------------------------------- | ---------------------------------- | ----------------------------------- | ----------------------------------- | -------------------------------------- | -------------------------------------- | --------------------------------------- | --------------------------------------- | ------------------------------------------ | ------------------------------------------ |
| Tên Unicode         | OMICRON TOÁN HỌC CHỮ HOA IN ĐẬM | OMICRON TOÁN HỌC CHỮ HOA IN ĐẬM | OMICRON TOÁN HỌC CHỮ THƯỜNG IN ĐẬM | OMICRON TOÁN HỌC CHỮ THƯỜNG IN ĐẬM | OMICRON TOÁN HỌC CHỮ HOA IN NGHIÊNG | OMICRON TOÁN HỌC CHỮ HOA IN NGHIÊNG | OMICRON TOÁN HỌC CHỮ THƯỜNG IN NGHIÊNG | OMICRON TOÁN HỌC CHỮ THƯỜNG IN NGHIÊNG | OMICRON TOÁN HỌC CHỮ HOA IN ĐẬM NGHIÊNG | OMICRON TOÁN HỌC CHỮ HOA IN ĐẬM NGHIÊNG | OMICRON TOÁN HỌC CHỮ THƯỜNG IN ĐẬM NGHIÊNG | OMICRON TOÁN HỌC CHỮ THƯỜNG IN ĐẬM NGHIÊNG |
| Mã hóa ký tự        | decimal                         | hex                             | decimal                            | hex                                | decimal                             | hex                                 | decimal                                | hex                                    | decimal                                 | hex                                     | decimal                                    | hex                                        |
| Unicode             | 120502                          | U+1D6B6                         | 120528                             | U+1D6D0                            | 120560                              | U+1D6F0                             | 120586                                 | U+1D70A                                | 120618                                  | U+1D72A                                 | 120644                                     | U+1D744                                    |
| UTF-8               | 240 157 154 182                 | F0 9D 9A B6                     | 240 157 155 144                    | F0 9D 9B 90                        | 240 157 155 176                     | F0 9D 9B B0                         | 240 157 156 138                        | F0 9D 9C 8A                            | 240 157 156 170                         | F0 9D 9C AA                             | 240 157 157 132                            | F0 9D 9D 84                                |
| UTF-16              | 55349 57014                     | D835 DEB6                       | 55349 57040                        | D835 DED0                          | 55349 57072                         | D835 DEF0                           | 55349 57098                            | D835 DF0A                              | 55349 57130                             | D835 DF2A                               | 55349 57156                                | D835 DF44                                  |
| Tham chiếu ký tự số | &#120502;                       | &#x1D6B6;                       | &#120528;                          | &#x1D6D0;                          | &#120560;                           | &#x1D6F0;                           | &#120586;                              | &#x1D70A;                              | &#120618;                               | &#x1D72A;                               | &#120644;                                  | &#x1D744;                                  |

| Kí tự               | 𝝤                                          | 𝝤                                          | 𝝾                                             | 𝝾                                             | 𝞞                                                  | 𝞞                                                  | 𝞸                                                     | 𝞸                                                     |
| ------------------- | ------------------------------------------ | ------------------------------------------ | --------------------------------------------- | --------------------------------------------- | -------------------------------------------------- | -------------------------------------------------- | ----------------------------------------------------- | ----------------------------------------------------- |
| Tên Unicode         | OMICRON TOÁN HỌC CHỮ HOA IN ĐẬM KHÔNG CHÂN | OMICRON TOÁN HỌC CHỮ HOA IN ĐẬM KHÔNG CHÂN | OMICRON TOÁN HỌC CHỮ THƯỜNG IN ĐẬM KHÔNG CHÂN | OMICRON TOÁN HỌC CHỮ THƯỜNG IN ĐẬM KHÔNG CHÂN | OMICRON TOÁN HỌC CHỮ HOA IN ĐẬM NGHIÊNG KHÔNG CHÂN | OMICRON TOÁN HỌC CHỮ HOA IN ĐẬM NGHIÊNG KHÔNG CHÂN | OMICRON TOÁN HỌC CHỮ THƯỜNG IN ĐẬM NGHIÊNG KHÔNG CHÂN | OMICRON TOÁN HỌC CHỮ THƯỜNG IN ĐẬM NGHIÊNG KHÔNG CHÂN |
| Mã hóa ký tự        | decimal                                    | hex                                        | decimal                                       | hex                                           | decimal                                            | hex                                                | decimal                                               | hex                                                   |
| Unicode             | 120676                                     | U+1D764                                    | 120702                                        | U+1D77E                                       | 120734                                             | U+1D79E                                            | 120760                                                | U+1D7B8                                               |
| UTF-8               | 240 157 157 164                            | F0 9D 9D A4                                | 240 157 157 190                               | F0 9D 9D BE                                   | 240 157 158 158                                    | F0 9D 9E 9E                                        | 240 157 158 184                                       | F0 9D 9E B8                                           |
| UTF-16              | 55349 57188                                | D835 DF64                                  | 55349 57214                                   | D835 DF7E                                     | 55349 57246                                        | D835 DF9E                                          | 55349 57272                                           | D835 DFB8                                             |
| Tham chiếu ký tự số | &#120676;                                  | &#x1D764;                                  | &#120702;                                     | &#x1D77E;                                     | &#120734;                                          | &#x1D79E;                                          | &#120760;                                             | &#x1D7B8;                                             |